# Kryolit
Kryolit (fra græsk kryo (κρυο), kold - og lithos (λίθος), sten) er et mineral, der tidligere blev brugt til fremstilling af soda og alun og som flusmiddel ved fremstilling af aluminium. Kryolit kaldes også issten.
Kryolits kemiske betegnelse er natriumhexafluoroaluminat (CAS-nummer 13775-53-6), og det har den kemiske formel Na3AlF6. Farven varierer fra gennemsigtig over hvid, gullig til lilla og sort, hvor hvid er den hyppigst forekommende farve. Ligesom is er kryolit gennemsigtigt i vand. Bjergværksarbejdere, der kom til Grønland, brugte af og til kryolit som anker for skibene, og de blev aldrig vant til, hvordan disse ankre “forsvandt” (blev usynlige), når de kom under vand.
Mineralet er forholdsvist sjældent forekommende. Den eneste væsentlige forekomst var ved Ivittuut i Arsukfjorden i det sydvestlige Grønland, hvor mineralet i mange år blev brudt og anvendt kommercielt af Kryolitfabrikken i Danmark. Kryolit kan imidlertid også fremstilles syntetisk, og i fremstillingen af aluminium bruges derfor i dag syntetisk kryolit.

## Opdagelse
Kryolit har fra gammel tid været kendt af grønlænderne, som brugte mineralet til at vaske skind. Mineralet nævnes I 1798 af Schumacher, som imidlertid antager det for Tungspat. Den danske læge og veterinær Peter Christian Abildgaard udskiller i 1799 kryolit som et eget mineral og påviste lerjord og fluor i det. Den portugisiske mineralog D'Andrada gav den første mineralogiske beskrivelse og kaldte det Kryolit, som betyder issten (kryos græsk: κρύος, lit. "frost" og lithos græsk:  λίθος, lit. "sten"). En detaljeret videnskabelig beskrivelse af kryolit blev foretaget af Abildgaard i 1800. Karl Ludwig Giesecke besøgte som den første mineralog Ivittuut i Arsukfjorden i 1806.  

## Fysiske egenskaber
Kryolit forekommer som glasagtige, farveløse, hvide eller rødlige til gråsorte prismatiske monokline krystaller. Det har en hårdhed på 2,5 til 3 på Mohs' skala og en densitet på ca. 2,95 til 3,0 g/cm3. Det er gennemskinneligt til gennemsigtigt med et meget lavt brydningsindeks på ca. 1,34, hvilket er meget tæt på vands brydningsindeks. Hvis kryolit nedsænkes i vand, bliver det derfor stort set usynligt.

## Anvendelser
Den danske kemiker Julius Thomsen opfandt i årene 1849 til 1852 processer som gjorde det muligt industrielt at fremstille soda og alun med brug af kryolit billigere end disse stoffer tidligere kunne fremstilles, på trods af at kryolit var et dyrere råstof end andre af datidens kilder til natrium- og aluminiumsforbindelser som henholdsvis stensalt og bauxit. Thomsen fik patent på sine metoder i 1853. Det er også muligt at fremstille ren aluminium af kryolit, men det har man ikke gjort industrielt, da det kan gøres billigere med bauxit som råmateriale. Imidlertid vil tilsætning af omkring 5 procent kryolit til bauxit ved fremstilling af aluminium nedsætte energiforbruget ved smeltning af bauxitten, idet kryolits smeltepunkt er væsentlig lavere end bauxits. Dette sænker omkostningen ved fremstilling af aluminium. Denne anvendelse blev forholdsvis betydelig i begyndelsen af 1900-tallet, og senere den vigtigste anvendelse. Til dette formål bruges idag kryolit, som er kunstigt fremstillet ud fra fluorit. Kryolit kan også anvendes som tilsætning til glas for at gøre glasset hvidt eller opallignende, kryolitglas (en form for opalglas).[kilde mangler]

## Kryolitminen i Ivittuut
Danske virksomheder udvandt kryolit i den grønlandske undergrund og solgte det i perioden 1854 til 1987 (idet selve driften af hovedminen dog blev indstillet i 1962; der var dog stadig kryolitbeholdninger omkring stedet til at udskibe kryolit de næste mange år).